# Olympische Sommerspiele 2008/Schwimmen – 200 m Brust (Frauen)
Der Wettbewerb über 200 Meter Brust der Frauen bei den Olympischen Spielen 2008 in Peking wurde vom 13. bis 15. August 2008 im Nationalen Schwimmzentrum Peking ausgetragen. 41 Athletinnen nahmen daran teil. 
Es fanden sechs Vorläufe statt. Die 16 schnellsten Schwimmerinnen aller Vorläufe qualifizierten sich für die zwei Halbfinals, die am nächsten Tag ausgetragen wurden. Für das Finale qualifizierten sich die acht zeitschnellsten Schwimmerinnen beider Halbfinals.

## Rekorde
Vor Beginn der Olympischen Spiele waren folgende Rekorde gültig.
| Weltrekord         | Leisel Jones ( Australien)         | 2:20,54 min | Melbourne, Australien | 1. Februar 2006 |
| Olympischer Rekord | Amanda Beard ( Vereinigte Staaten) | 2:23,37 min | Athen, Griechenland   | 19. August 2004 |

Während der Olympischen Spiele wurden folgende Rekorde gebrochen:
| Olympischer Rekord | Leisel Jones | 1:05,17 min | Peking, Volksrepublik China | 12. August 2008 |
| Weltrekord         | Leisel Jones | 1:05,17 min | Peking, Volksrepublik China | 12. August 2008 |

## Titelträger
| Olympiasieger | Amanda Beard ( Vereinigte Staaten) | 2:23,37 min | Athen 2004     |
| Weltmeister   | Leisel Jones ( Australien)         | 2:21,84 min | Melbourne 2007 |
| Europameister | Julija Jefimowa ( Russland)        | 2:24,09 min | Eindhoven 2008 |

## Vorlauf

### Vorlauf 1
| Platz | Name               | Nation    | Zeit        | Anmerkung |
| ----- | ------------------ | --------- | ----------- | --------- |
| 1     | Raminta Dvariškytė | Litauen   | 2:33,32 min |           |
| 2     | Noora Laukkanen    | Finnland  | 2:38,97 min |           |
| 3     | Tatiane Sakemi     | Brasilien | 2:39,13 min |           |

### Vorlauf 2
| Platz | Name                 | Nation     | Zeit        | Anmerkung |
| ----- | -------------------- | ---------- | ----------- | --------- |
| 1     | Siow Yi Ting         | Malaysia   | 2:27,80 min |           |
| 2     | Alia Atkinson        | Jamaika    | 2:29,53 min |           |
| 3     | Marina Kuč           | Montenegro | 2:31,24 min |           |
| 4     | Dilara Buse Günaydın | Türkei     | 2:31,86 min |           |
| 5     | Smiljana Marinović   | Kroatien   | 2:32,80 min |           |
| 6     | Nicolette Teo        | Singapur   | 2:34,60 min |           |

### Vorlauf 3
| Platz | Name                 | Nation       | Zeit        | Anmerkung |
| ----- | -------------------- | ------------ | ----------- | --------- |
| 1     | Ina Kapischyna       | Belarus      | 2:27,34 min | NR        |
| 2     | Adriana Marmolejo    | Mexiko       | 2:28,10 min | NR        |
| 3     | Katalin Bor          | Ungarn       | 2:29,95 min |           |
| 4     | Sara El Bekri        | Marokko      | 2:30,04 min |           |
| 5     | Diana Gomes          | Portugal     | 2:30,18 min |           |
| 6     | Nađa Higl            | Serbien      | 2:32,78 min |           |
| 7     | Agustina de Giovanni | Argentinien  | 2:34,94 min |           |
| 8     | Angeliki Exarchou    | Griechenland | 2:36,83 min |           |

### Vorlauf 4
| Platz | Name            | Nation             | Zeit        | Anmerkung |
| ----- | --------------- | ------------------ | ----------- | --------- |
| 1     | Rie Kanetō      | Japan              | 2:24,62 min |           |
| 2     | Annamay Pierse  | Kanada             | 2:25,01 min |           |
| 3     | Julija Jefimowa | Russland           | 2:25,07 min |           |
| 4     | Elise Matthysen | Belgien            | 2:27,04 min |           |
| 5     | Jeong Da-rae    | Südkorea           | 2:27,28 min |           |
| 6     | Amanda Beard    | Vereinigte Staaten | 2:27,70 min |           |
| 7     | Olga Detenjuk   | Russland           | 2:27,87 min |           |
| 8     | Mireia Belmonte | Spanien            | 2:29,46 min |           |

### Vorlauf 5
| Platz | Name              | Nation             | Zeit        | Anmerkung |
| ----- | ----------------- | ------------------ | ----------- | --------- |
| 1     | Rebecca Soni      | Vereinigte Staaten | 2:22,17 min | OR        |
| 2     | Megumi Taneda     | Japan              | 2:24,75 min |           |
| 3     | Suzaan van Biljon | Südafrika          | 2:25,51 min |           |
| 4     | Sally Foster      | Australien         | 2:25,54 min |           |
| 5     | Anne Poleska      | Deutschland        | 2:26,74 min |           |
| 6     | Kirsty Balfour    | Großbritannien     | 2:27,87 min |           |
| 7     | Sophie de Ronchi  | Frankreich         | 2:30,93 min |           |
| 8     | Sarah Poewe       | Deutschland        | DNS         |           |

### Vorlauf 6
| Platz | Name            | Nation     | Zeit        | Anmerkung |
| ----- | --------------- | ---------- | ----------- | --------- |
| 1     | Leisel Jones    | Australien | 2:23,81 min |           |
| 2     | Mirna Jukić     | Österreich | 2:24,39 min |           |
| 3     | Sara Nordenstam | Norwegen   | 2:24,47 min |           |
| 4     | Jung Seul-ki    | Südkorea   | 2:25,95 min |           |
| 5     | Joline Höstman  | Schweden   | 2:26,00 min |           |
| 6     | Qi Hui          | China      | 2:26,16 min |           |
| 7     | Julija Pidlisna | Ukraine    | 2:28,84 min |           |
| 8     | Luo Nan         | China      | 2:29,67 min |           |

## Halbfinale

### Lauf 1
| Platz | Name            | Nation      | Zeit        | Anmerkung |
| ----- | --------------- | ----------- | ----------- | --------- |
| 1     | Leisel Jones    | Australien  | 2:23,04 min |           |
| 2     | Sara Nordenstam | Norwegen    | 2:23,79 min | ER        |
| 3     | Julija Jefimowa | Russland    | 2:24,00 min |           |
| 4     | Megumi Taneda   | Japan       | 2:25,42 min |           |
| 5     | Sally Foster    | Australien  | 2:26,33 min |           |
| 6     | Anne Poleska    | Deutschland | 2:26,71 min |           |
| 7     | Joline Höstman  | Schweden    | 2:27,14 min |           |
| 8     | Jeong Da-rae    | Südkorea    | 2:28,28 min |           |

### Lauf 2
| Platz | Name              | Nation             | Zeit        | Anmerkung |
| ----- | ----------------- | ------------------ | ----------- | --------- |
| 1     | Rebecca Soni      | Vereinigte Staaten | 2:22,64 min |           |
| 2     | Mirna Jukić       | Österreich         | 2:23,76 min | ER        |
| 3     | Annamay Pierse    | Kanada             | 2:23,94 min |           |
| 4     | Rie Kanetō        | Japan              | 2:25,65 min |           |
| 5     | Jung Seul-ki      | Südkorea           | 2:26,83 min |           |
| 6     | Qi Hui            | China              | 2:27,63 min |           |
| 7     | Suzaan van Biljon | Südafrika          | 2:28,45 min |           |
| 8     | Elise Matthysen   | Belgien            | 2:29,64 min |           |

## Finale
| Platz | Name            | Nation             | Zeit        | Anmerkung |
| ----- | --------------- | ------------------ | ----------- | --------- |
| 1     | Rebecca Soni    | Vereinigte Staaten | 2:20,22 min | WR        |
| 2     | Leisel Jones    | Australien         | 2:22,05 min |           |
| 3     | Sara Nordenstam | Norwegen           | 2:23,02 min | ER        |
| 4     | Mirna Jukić     | Österreich         | 2:23,24 min | NR        |
| 5     | Julija Jefimowa | Russland           | 2:23,76 min | NR        |
| 6     | Annamay Pierse  | Kanada             | 2:23,77 min | NR        |
| 7     | Rie Kanetō      | Japan              | 2:25,14 min |           |
| 8     | Megumi Taneda   | Japan              | 2:25,23 min |           |